# Thaumetopoea bonjeani
Thaumetopoea bonjeani là một loài bướm đêm thuộc họ family Thaumetopoeidae. Nó được tìm thấy ở Maroc.
Sải cánh dài 15–16 mm. The moths are on wing từ tháng 7 đến tháng 10.
Ấu trùng ăn cedar species.

## Sources
- P.C.-Rougeot, P. Viette (1978). Guide des papillons nocturnes d'Europe et d'Afrique du Nord. Delachaux et Niestlé (Lausanne).